# The Master (韓國綜藝)
《The Master》是韓國Mnet於2017年製作的綜藝節目，以特級歌手間競演或生存戰為主軸的音樂節目類型綜藝。節目於2017年11月至2018年1月19日期間播出。

## 節目預告
- 1st teaser（页面存档备份，存于）